# Copelatus brancuccii
Copelatus brancuccii är en skalbaggsart som beskrevs av Rocchi 1979. Copelatus brancuccii ingår i släktet Copelatus och familjen dykare. Inga underarter finns listade i Catalogue of Life.